# 나는 날아가고… 너는 마법에 걸려있으니까
"나는 날아가고... 너는 마법에 걸려있으니까"(I Can Fly To You But You...)는 한국에서 제작된 김영남 감독의 2001년 영화이다. 김영재 등이 주연으로 출연하였다.

## 출연

### 주연
- 김영재
- 김영파

## 기타
- 음향: 박순원